# Unwanted
«Unwanted» es una canción promocional de Avril Lavigne, de su álbum Let Go. Solamente fue lanzado como un sencillo radial para UK. Se podría decir que es el sexto sencillo del disco, siendo el segundo de los "no oficiales", junto a «Mobile», «Things I'll Never Say» y «Tomorrow». Se creía que iba a ser el sexto y último sencillo. Pero después se cancelò y vino "Under My Skin".
- Datos: Q2558989